# Gouvernement responsable
Le gouvernement responsable est une convention constitutionnelle en vigueur au Québec, au Canada, au Royaume-Uni et dans plusieurs autres anciennes colonies de l’Empire britannique, indissociable du système de Westminster. Elle repose sur au moins deux grandes conditions :
1. Le Cabinet ministériel doit être formé par des membres du Parlement (ou des individus en voie de l’être).
2. L'exécutif doit jouir de la confiance de la Chambre législative élue. Cette confiance peut être rompue par un blocage budgétaire, une motion de censure ou un rejet du discours du trône. Dans la pratique actuelle, les ministres appartiennent généralement au parti majoritaire et une perte de confiance conduit à la chute en bloc du gouvernement.

Avant l'avènement d'un gouvernement responsable, les membres de l'exécutif n'appartenaient donc pas forcément au Parlement et les assemblées élues ne pouvaient pas les démettre de leur fonction. Comme la responsabilité ministérielle implique que les élus aient un rôle essentiel dans le maintien au pouvoir d'un gouvernement et conséquemment dans la conduite des affaires de l’État, celle-ci est considérée comme l’une des assises démocratiques fondamentales du régime parlementaire. Le pouvoir effectif puise alors sa légitimité dans le principe de représentation plutôt que dans celui de l’autorité royale. Dans les ex-colonies, le gouvernement responsable a permis un transfert de pouvoir vers les représentants élus siégeant à l'Assemblée législative au détriment du gouverneur et des élites coloniales de la Clique du Château et du Family Compact.

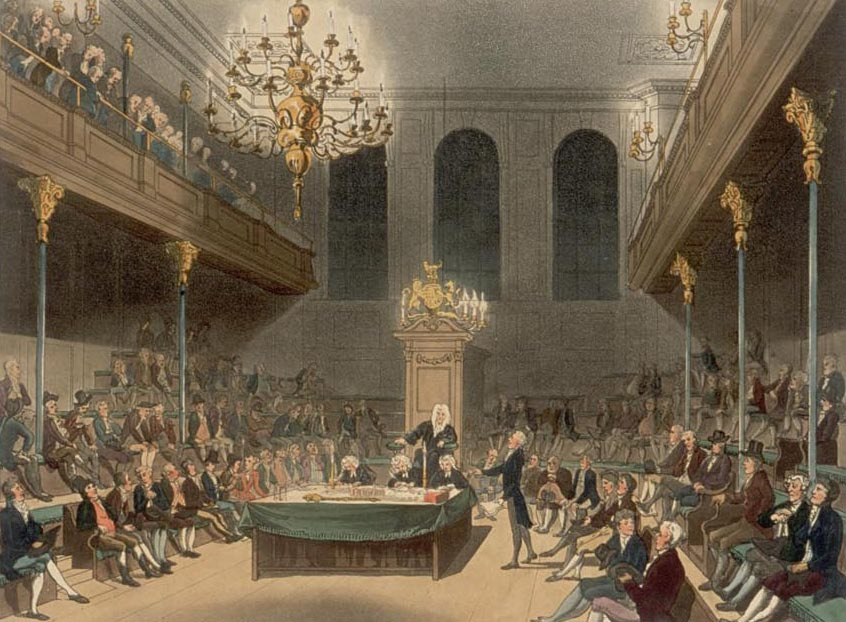
Le Parlement britannique a évolué vers un système de gouvernement responsable aux.

## Contexte historique

### Le système britannique
Le développement d’un système britannique de responsabilité ministérielle s’est étalé sur une très longue période. À l’origine, le souverain anglais réunissait un Conseil royal pour l’assister dans la gestion des affaires du royaume. Mais avec la Glorieuse Révolution de 1688, l’autorité royale fut nuancée et intégrée à l’intérieur d’une souveraineté parlementaire comprenant également une Chambre des communes élue et une Chambre des lords nommée. Ce système peut être qualifié de « gouvernement mixte », du « Roi en son Parlement ». Au siècle suivant, la démission du premier ministre Robert Walpole (1742) et celle du ministère de lord Frederick North (1782) ont marqué d’importantes étapes dans la transformation du Conseil royal en un Cabinet ministériel dirigé par un « premier ministre » et représentant les partis dominants de l’enceinte parlementaire. Cette tendance s’implanta durablement au début du XIXe siècle, notamment dans la foulée de la Loi de Réforme de 1832 (Reform Act). Cela dit, les principes régissant la composition du Cabinet ministériel britannique ne se figèrent que tardivement au tournant du XXe siècle.

### L’idée d’un ministère provincial au début du XIXesiècle
Le système politique instauré au Bas-Canada en 1791 – tout comme celui appliqué dans le Haut-Canada – se structurait autour de trois organes : l’Assemblée législative, le Conseil législatif et le gouverneur. L’Assemblée comprenait des députés élus au suffrage censitaire, tandis que le Conseil législatif était désigné par le gouverneur. Pour qu’une loi soit sanctionnée, il fallait l’approbation de ces deux chambres législatives. Le gouverneur était quant à lui un haut fonctionnaire nommé par Londres, mais également un représentant direct du roi qui disposait d’un droit de veto sur les lois votées par le Parlement. De plus, comme chef du pouvoir exécutif, le gouverneur dirigeait l’administration, l’armée et la justice. Ce représentant de la Couronne britannique s’entourait d’un Conseil exécutif dont la consultation était requise pour plusieurs dossiers (mesures et infrastructures militaires d’exception, création de tribunaux, etc.). La plupart – mais non pas la totalité – des conseillers exécutifs étaient choisis parmi la haute fonction publique et la magistrature et aucun d’entre eux n’assumait la responsabilité d’un département en particulier.

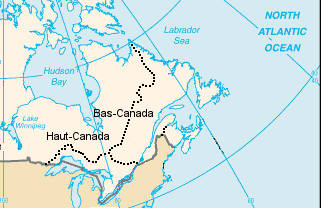
Carte du Haut et du Bas-Canada

Au début du XIXe siècle, le gouverneur se mit à utiliser ses conseillers exécutifs comme paravent devant les critiques de l’Assemblée législative, leur faisant ainsi porter une partie de la responsabilité gouvernementale. De plus, les membres du Conseil exécutif formaient une élite coloniale solidaire et stable. À titre d’exemple, les conseillers disposaient en moyenne d’un mandat de quatorze ans, contre seulement trois pour le gouverneur. Cette « clique » jouissait donc d’une autonomie politique effective et assurait la continuité de la politique gouvernementale. Cela dit, le Conseil législatif demeurait le principal outil employé par le gouverneur pour bloquer les projets de la Chambre d'assemblée. Le Parti canadien de Pierre-Stanislas Bédard, qui représentait la mouvance réformiste de l’Assemblée législative, milita alors en faveur d’une imputabilité maximale du Conseil exécutif devant les députés. À ses yeux, le Conseil exécutif devait constituer un « ministère colonial » imitant le fonctionnement du Cabinet ministériel britannique, ou plutôt la manière avec laquelle les penseurs réformistes britanniques (Locke, Blackstone) auraient voulu qu'il fonctionne. Certaines revendications relatives à la responsabilité du Conseil exécutif émergèrent dans le Haut-Canada, notamment grâce à William et Robert Baldwin.

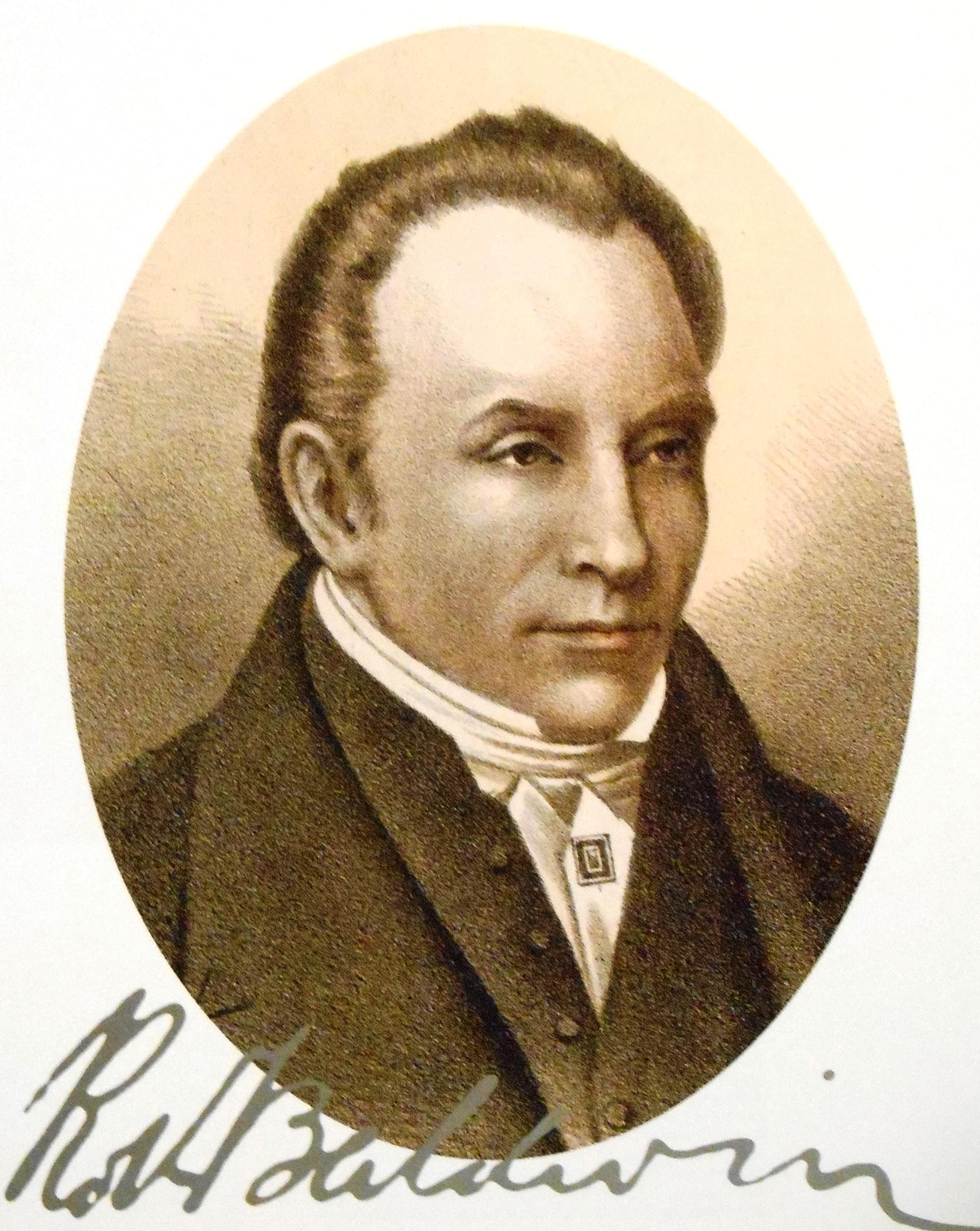
Robert Baldwin
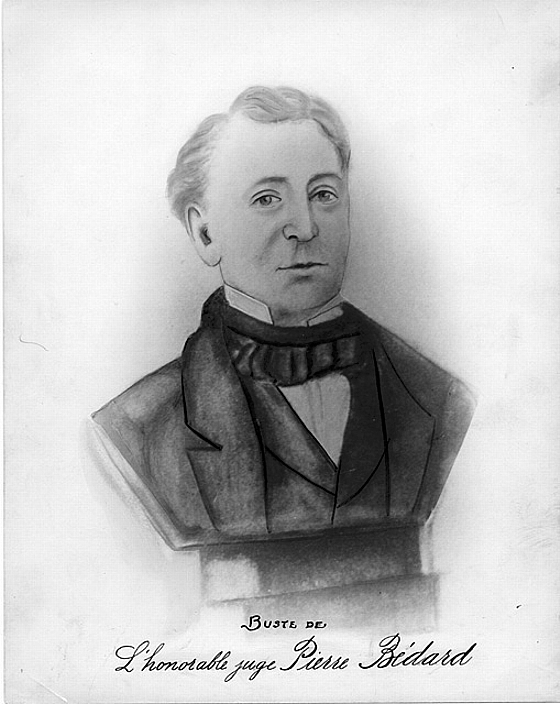
Pierre-Stanislas Bédard
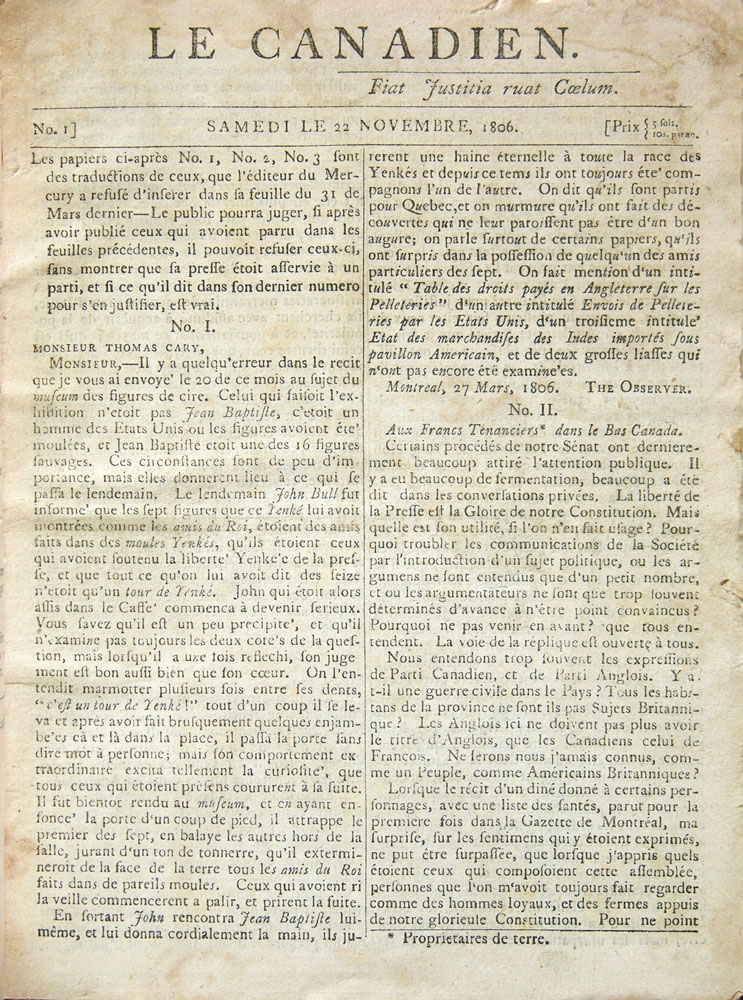
Journal Le Canadien, dans lequel Bédard et Parent diffusèrent leurs idées.

Si certains gouverneurs tentèrent d’amadouer l’Assemblée en procédant à quelques nominations populaires au Conseil exécutif, tous exclurent l’idée de la responsabilité ministérielle. Après tout, le gouverneur devait rendre des comptes au Colonial Office britannique et ne pouvait pas déléguer toute sa responsabilité gouvernementale entre les mains des coloniaux : pareille chose affaiblirait durement l’autorité impériale. De toute façon, au fur et à mesure que se consolida et se radicalisa le Parti canadien (rebaptisé Parti patriote en 1826), les chefs réformistes refusèrent de siéger parmi les conseillers exécutifs. De leur point de vue, préserver l’indépendance de l’Assemblée législative vis-à-vis du gouverneur impliquait une séparation nette avec l’exécutif.

### Les 92 résolutions et les Rébellions de 1837-1838
Encore plus que le Conseil exécutif, c’est le Conseil législatif qui permettait au gouverneur de mettre en déroute certaines initiatives de l'Assemblée. Les conseillers législatifs étaient généralement (mais pas seulement) choisis parmi les fonctionnaires et des conseillers exécutifs, rendant illusoire toute séparation des pouvoirs. Le système bas-canadien se polarisait donc entre les représentants élus de l’Assemblée et les conseillers nommés par la Couronne. Comme organe essentiel du processus législatif, le Conseil législatif entravait directement les projets de loi de l’Assemblée et devint conséquemment la cible privilégiée des patriotes – incluant dans les 92 résolutions.

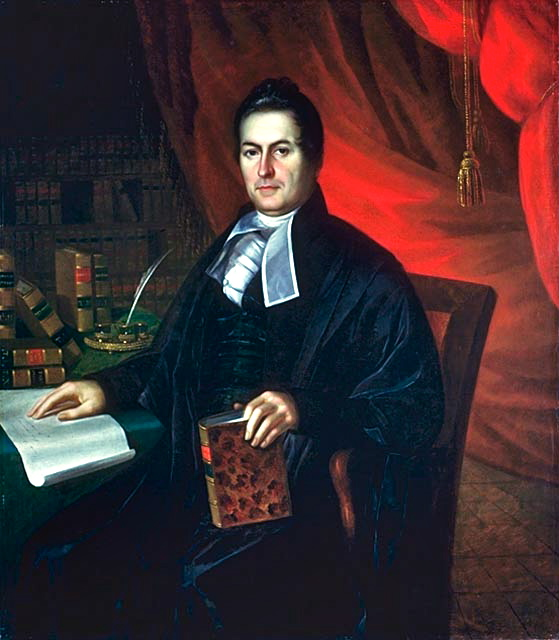
Louis-Joseph Papineau
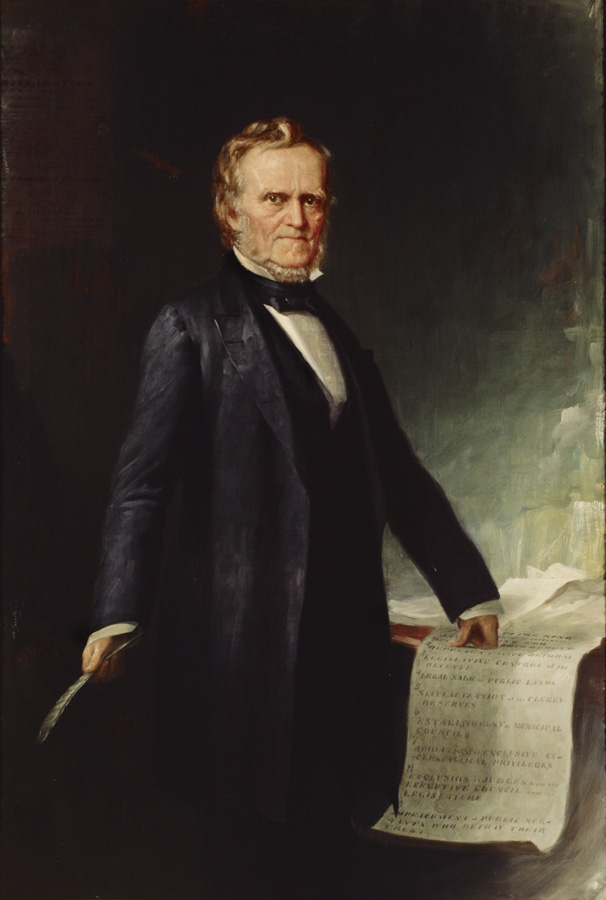
William Lyon Mackenzie
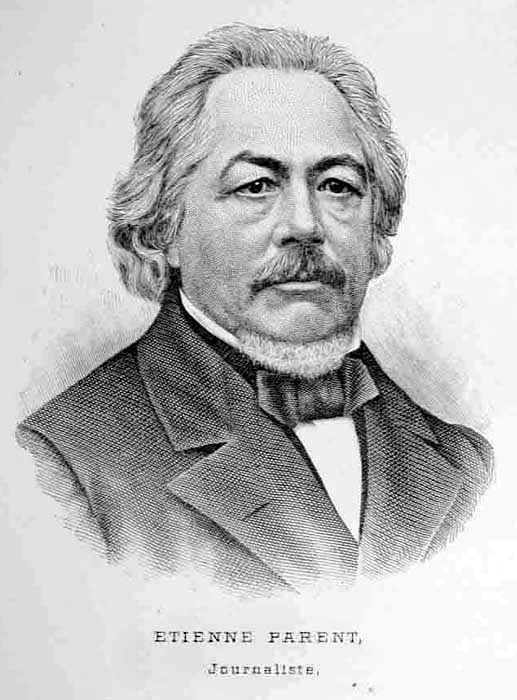
Étienne Parent

Le même phénomène s’observait dans le Haut-Canada. À l’instar des patriotes de Louis-Joseph Papineau, les réformistes radicaux de William Lyon Mackenzie réclamèrent l’électivité du Conseil législatif. Cette réorientation stratégique et idéologique n’abolit pas la revendication du « gouvernement responsable » dans les deux Canadas. Celle-ci resta bien vivante, entre autres sous la plume du journaliste Étienne Parent.

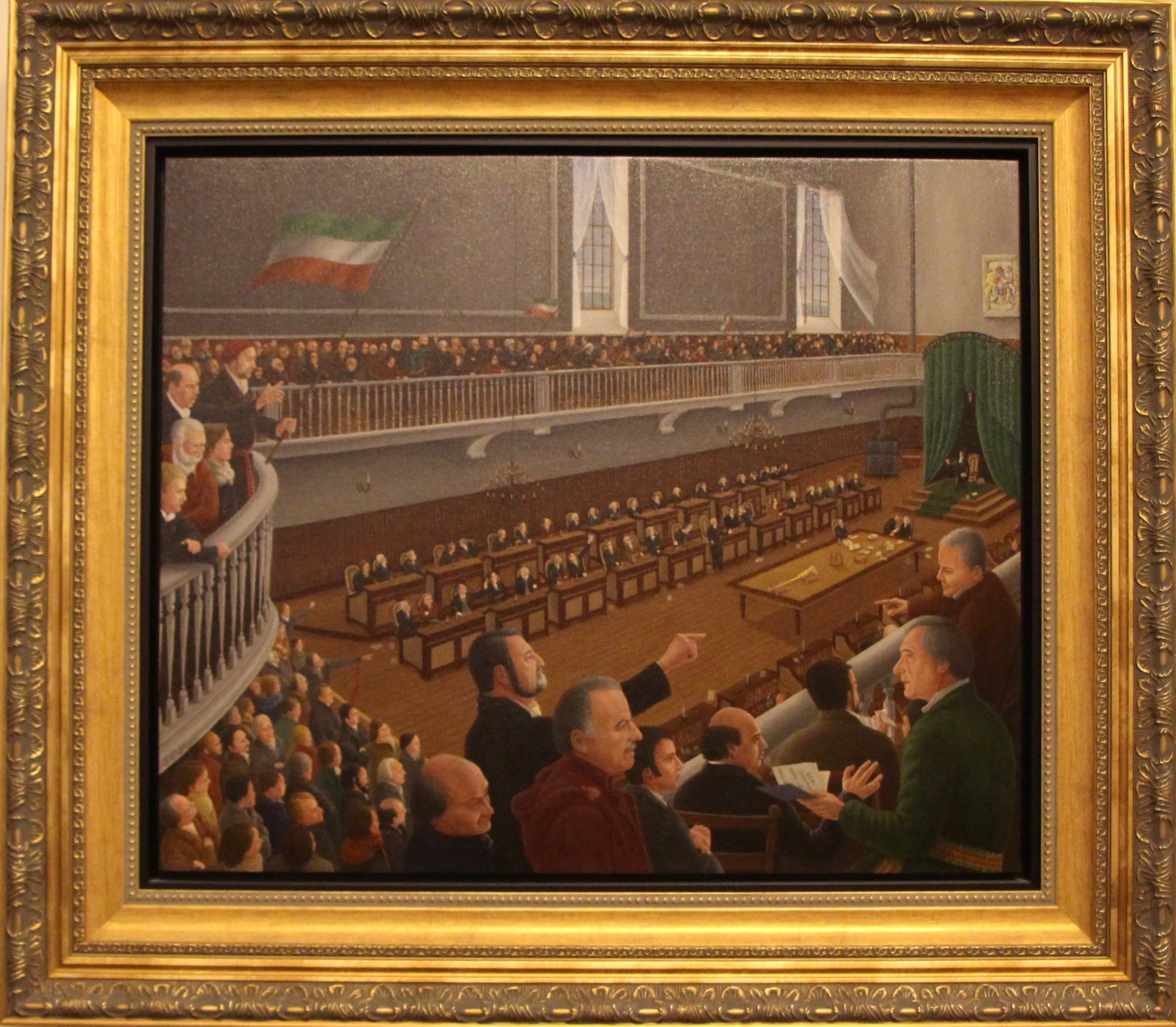
Assemblée législative du Bas-Canada, 1834

Cependant, le discours républicain des patriotes plaçait résolument l’autorité législative au-dessus de l’autorité exécutive et priorisait en conséquence la démocratisation du Conseil législatif.
Les 92 résolutions votées en 1834 par l’Assemblée du Bas-Canada incluaient tout de même une critique de la composition dite « irresponsable » du Conseil exécutif et demander une réforme des deux Conseils. La demande d’un ministère provincial responsable, bien que présente dans les pages du journal patriote The Vindicator, restait marginale comparé à la revendication d'un Conseil législatif élu. Le rapport de la Commission Gosford (1836) et les résolutions Russell (1837) écartèrent toutefois résolument cette idée, puisqu’elle viderait le représentant du roi de toute influence réelle sur la conduite des affaires coloniales. Ils proposèrent plutôt d’intégrer davantage de membres de la majorité parlementaire dans les Conseils pour conserver des rapports harmonieux entre les différentes branches de l'État colonial. Le rejet des 92 résolutions catalysa l’éclatement des Rébellions manquées de 1837-1838.

## L'implantation de l'Acte d'Union

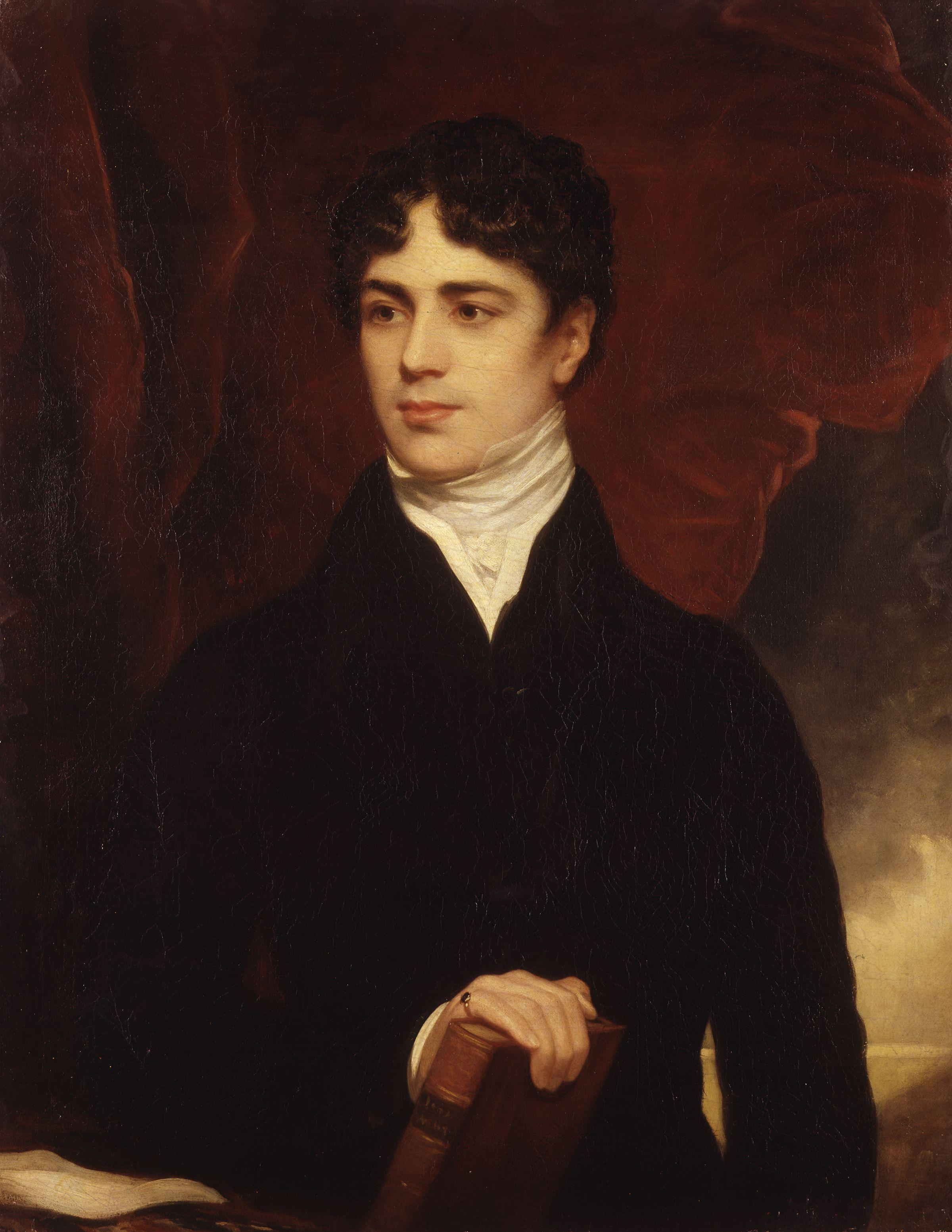
Lord Durham

### Le rapport Durham, 1839
Envoyé dans les Canadas pour enquêter sur les troubles politiques qui agitaient les colonies, le commissaire John G. Lambton de Durham proposa dans son fameux rapport une refonte du fonctionnement du Conseil exécutif. Il recommanda la répartition des départements entre les conseillers exécutifs, ainsi qu’un cabinet ministériel disposant de la confiance des élus. Le « gouvernement responsable » devint alors le cri de ralliement des réformistes du Haut-Canada représentés entre autres par Robert Baldwin, puis celui des libéraux du Bas-Canada rassemblés autour de Louis-Hippolyte La Fontaine. Face à l’échec des Rébellions, les élites réformistes canadiennes-françaises se replièrent en effet vers une attitude de modération politique, valorisant d’abord l’unité et la survie de la collectivité nationale.

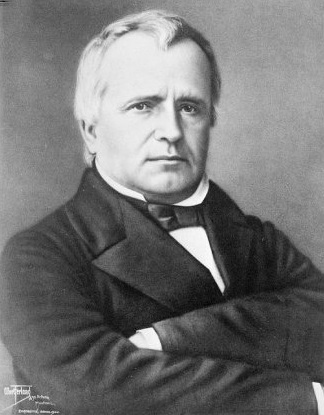
Louis-Hippolyte La Fontaine

Mais les whigs du gouvernement Melbourne refusaient toute forme de symétrie entre le fonctionnement du Conseil exécutif colonial et le Cabinet ministériel impérial. Malgré l’insistance de politiciens britanniques radicaux comme Charles Buller, aucun « gouvernement responsable » ne fut officiellement concédé lorsque Londres procéda à l’union du Haut et du Bas-Canada en 1840. De toute façon, la responsabilité ministérielle constituait dans son essence même un principe non écrit, une convention qu’aucune loi ne pourrait formuler sans la dénaturer. En revanche, l’Acte d’Union garantissait le contrôle du revenu par l’Assemblée législative, de sorte qu’aucun gouverneur ne pouvait espérer financer l’administration sans le consentement de la Chambre élue.

### Les premiers gouverneurs de l'Union, 1841-1843
Lord Russell chargea le premier gouverneur de la Province du Canada (Canada-Uni), Charles E. Poulett Thomson de Sydenham, d’entretenir des rapports harmonieux entre l’Assemblée et le Conseil exécutif. Désireux d’obtenir une majorité parlementaire fidèle à sa vision, Sydenham n’hésita pas à s’ingérer massivement dans les élections de 1841, que ce soit par la manipulation des frontières électorales, la relocalisation des bureaux de scrutin, la corruption, la violence et le patronage. Le gouverneur écarta les Canadiens français du Conseil exécutif, l’objectif principal de l’Acte d’Union étant la marginalisation et l’assimilation des francophones. Cela dit, tous les conseillers exécutifs étaient des parlementaires (députés ou conseillers législatifs) attitrés à certains portefeuilles. Le réformiste Robert Baldwin occupa lui-même temporairement un siège à l’exécutif.
De surcroît, les résolutions votées par l’Assemblée législative le 3 septembre 1841 exigeaient un rapport de confiance entre les députés et le Conseil exécutif. Les principes fondamentaux du gouvernement responsable, qui stipulent que les ministres doivent siéger au Parlement et disposer de la confiance des élus, étaient donc posés. Mais de 1841 à 1848, le manque d'unanimité autour de l'interprétation du « gouvernement responsable » put jeter le doute parmi certains contemporains sur l’application réelle et la pérennité de ce système.

Nommé en 1842 par le Cabinet tory de Robert Peel, le nouveau gouverneur Charles Bagot souhaitait constituer un ministère composé de plusieurs partis et de briser les grands blocs parlementaires existants – notamment l'union entre Baldwin et La Fontaine. Bagot constata l’impraticabilité de cet objectif et nomma un ministère réformiste dirigé par Robert Baldwin et Louis-Hippolyte La Fontaine en septembre 1842. Victime d’une santé fragile, Bagot laissa beaucoup de latitude aux réformistes qui crurent désormais pleinement contrôler l’administration et les nominations publiques – le patronage.

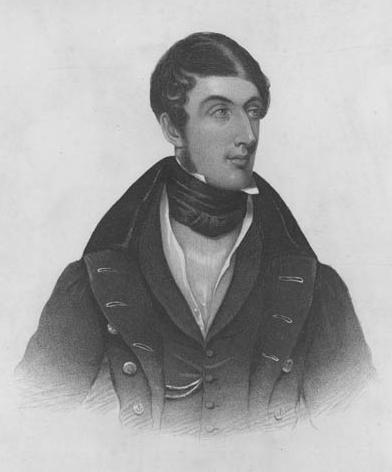
Lord Sydenham
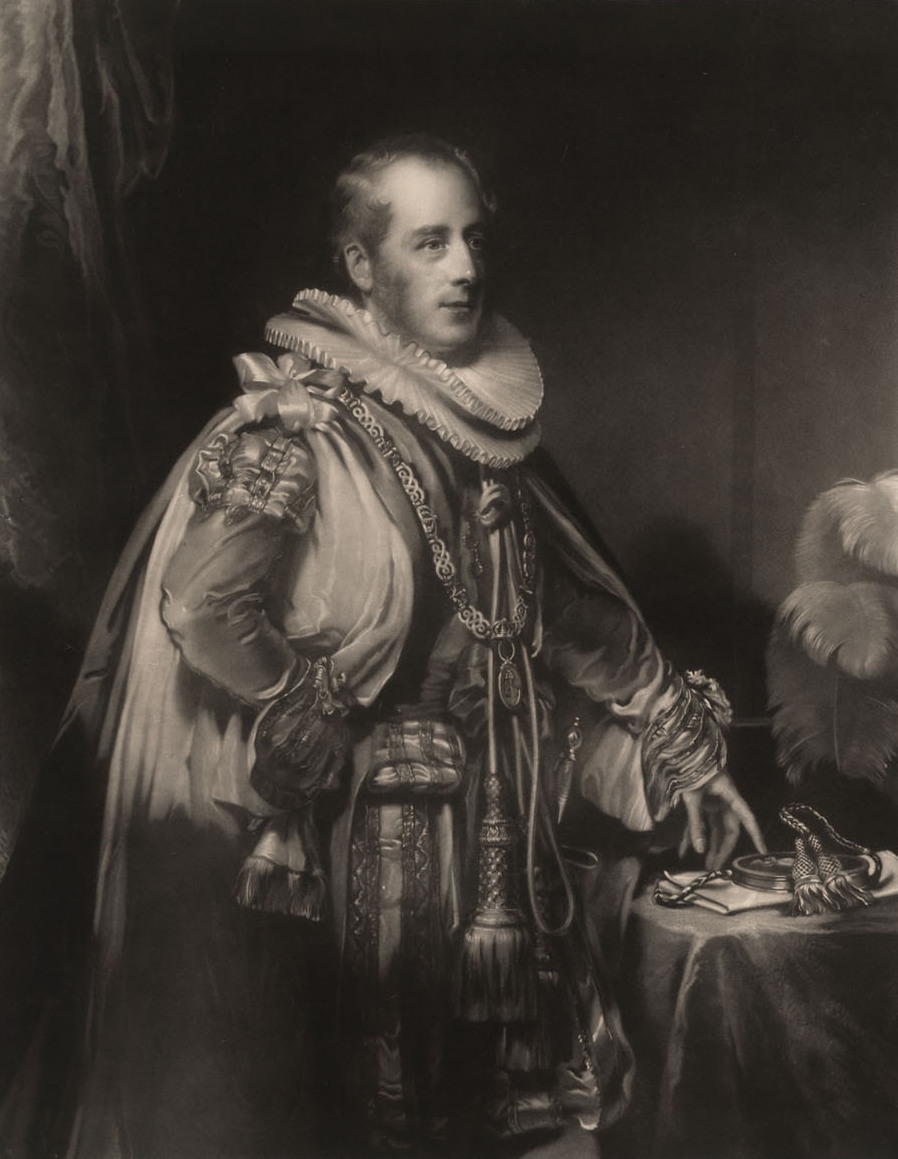
Charles Bagot
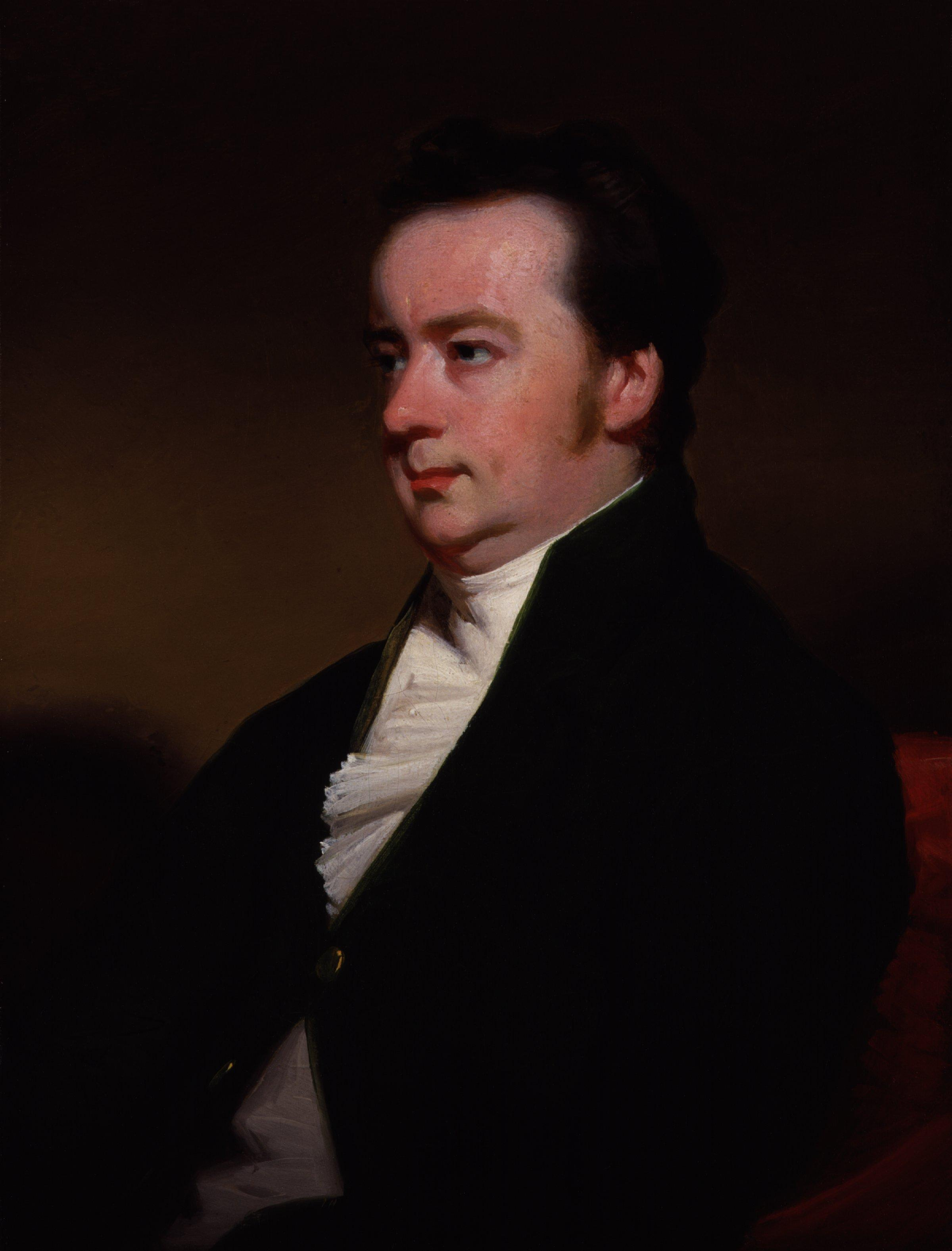
Lord Metcalfe

L’ancien gouverneur de la Jamaïque Charles Metcalfe lui succéda toutefois en 1843 et procéda à des nominations sans consulter ses conseillers exécutifs, tout en exerçant un patronage à l’avantage des tories. Lorsque le ministère Baldwin-La Fontaine demanda que les nominations publiques requièrent son assentiment, Metcalfe refusa. Les réformistes estimèrent ne plus avoir la confiance du gouverneur et démissionnèrent.

## Les luttes réformistes de 1844-1849

### Le règne de la majorité conservatrice
Le gouverneur Metcalfe appela l’ancien patriote Denis-Benjamin Viger, le conservateur William Henry Draper et l’indépendant Dominick Daly à former un ministère en décembre 1843. Ceux-ci ne se distribuèrent pas les départements et ne parvinrent pas à recruter parmi les membres de l’Assemblée une équipe ministérielle. Cette impasse poussa le gouverneur à conduire les affaires de l’État sans convoquer le Parlement durant neuf mois. Les réformistes dénoncèrent la situation, mais échouèrent à remporter une majorité aux élections de 1844.

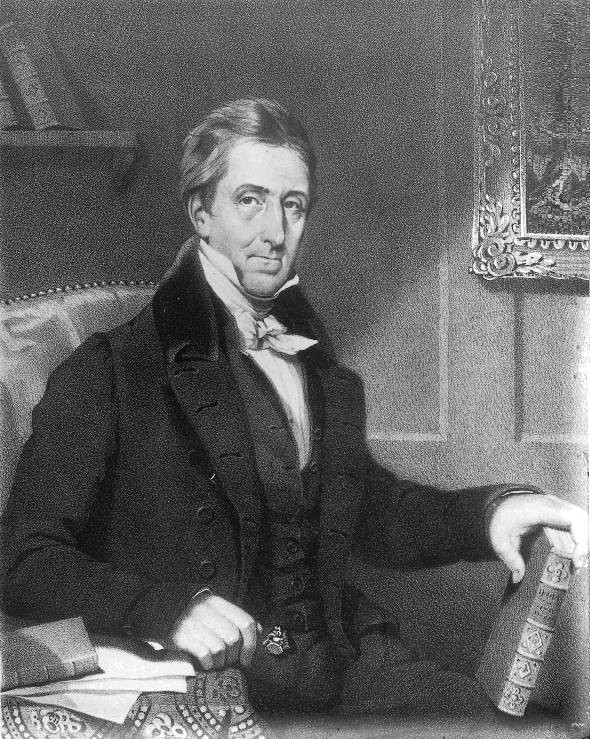
Denis-Benjamin Viger

Le triumvirat exécutif put donc aller chercher cinq nouveaux ministres et composer un Cabinet entièrement issu du Parlement. Le ministère Draper-Viger profita ensuite de la maladie du gouverneur Metcalfe et de l’effacement de son successeur Charles M. Cathcart pour accroître l’indépendance et la cohésion du Conseil exécutif. À partir de 1846, le Cabinet ministériel maîtrisa son ordre du jour sans le gouverneur.
Les ministres appartenaient donc au Parlement et profitaient de la confiance d’une majorité de députés. Cela dit, les neuf mois d’exclusion parlementaire, les violences électorales et la mainmise du gouverneur sur le patronage représentaient aux yeux des réformistes une violation claire de l’esprit de la responsabilité ministérielle. Si la majorité conservatrice – dont les membres du gouvernement – se réclamait parfois du « gouvernement responsable », certains de ses députés continuèrent de rejeter le principe en lui-même et l'Assemblée rejeta toujours les résolutions du Parti réformiste destinées à le réaffirmer.

### Lord Elgin et le ministère réformiste de 1848

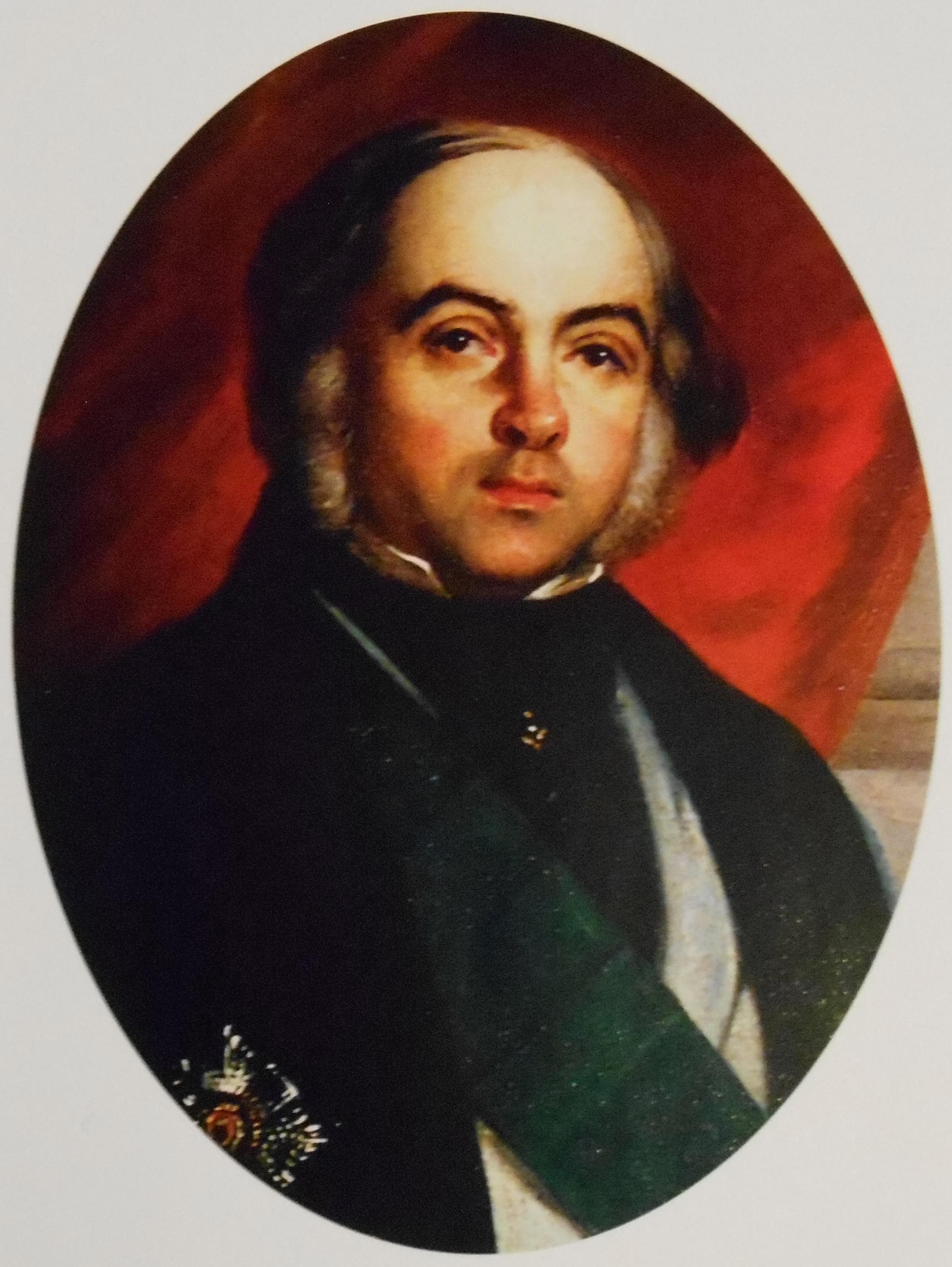
Lord Elgin

Lorsque le gouvernement whig de John Russell confia à lord James Bruce d’Elgin la charge de gouverneur du Province du Canada. Dans l’espoir d’échanger une partie de l’autorité du gouverneur contre une influence morale accrue, Elgin accepta en 1847 de déléguer le contrôle du patronage au Conseil exécutif. Les élections de 1847-1848 offrirent une majorité libérale dans les deux Canadas, conduisant le réformiste Augustin-Norbert Morin à occuper la fonction « d’orateur » (c’est-à-dire président) de l’Assemblée. Une motion de censure renversa le ministère Sherwood, enjoignant au gouverneur de céder les rênes du pouvoir au Parti réformiste de Baldwin et La Fontaine.

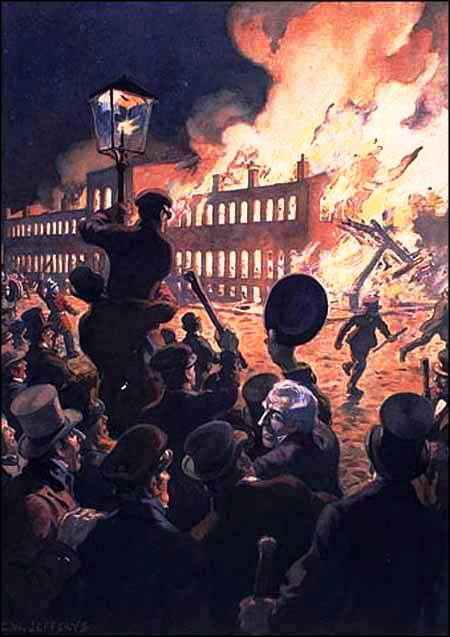
Incendie du Parlement de Montréal, 1849

Le ministère Baldwin-La Fontaine fut vite contesté par les tories et les orangistes anglophones. Deux mesures mirent le feu aux poudres. La première prévoyait une réforme électorale pour limiter la durée du suffrage, multiplier les bureaux de vote, assainir les élections et confier au gouvernement la nomination des officiers-rapporteurs, des shérifs et des registrateurs. La seconde concernait l’indemnisation des victimes des dévastations de 1837-1838, proposition considérée comme inacceptable par les anglo-conservateurs puisqu’elle viendrait dédommager des « rebelles » francophones. Les tories réagirent violemment dans tout le Canada-Uni lorsque lord Elgin choisit de sanctionner la loi d’indemnisation plutôt que de la renvoyer devant le Parlement de Londres. Les émeutes conduisirent à l’incendie du Parlement de Montréal et de sa collection de vingt mille volumes le 25 avril 1849, ainsi qu’à plusieurs autres actes d’agression à l’encontre du gouverneur et du premier ministre La Fontaine,.
Les violences tories suscitèrent l’indignation d’une bonne partie de la classe politique britannique, notamment chez les whigs. La relative stabilité et paisibilité du Canada-Uni contrastait avec l’agitation présente en Europe (voir le Printemps des peuples) ou encore en Grande-Bretagne (voir le mouvement chartiste). Consternés devant la conduite des émeutiers tories, qui défiaient l’autorité du gouverneur et méprisaient les institutions coloniales, plusieurs journalistes et hommes politiques anglais se permirent une relecture de la situation canadienne en faveur du ministère Baldwin-La Fontaine, devenus les seuls garants de l’ordre. Le réveil des courants républicains au Canada acheva de polir la respectabilité du Parti réformiste. Dès lors, le gouvernement responsable ressembla à un juste équilibre entre une démocratie radicale et un conservatisme obtus.

## Postérité du gouvernement responsable au Québec et au Canada

### La critique républicaine
Le gouvernement responsable a fini par faire relativement consensus dans la classe politique canadienne. Jadis viscéralement opposés sur cet enjeu précis, le Parti réformiste et le Parti conservateur s’allièrent en 1854 pour donner naissance au Parti libéral-conservateur. Ce réalignement visait à contrer l’ascension des courants démocrates plus radicaux comme les « clear grits » du Haut-Canada. Au Bas-Canada, Louis-Joseph Papineau et ses partisans « rouges » estimaient pour leur part que le gouvernement responsable n’était qu’une supercherie destinée à consolider l’emprise du pouvoir colonial.

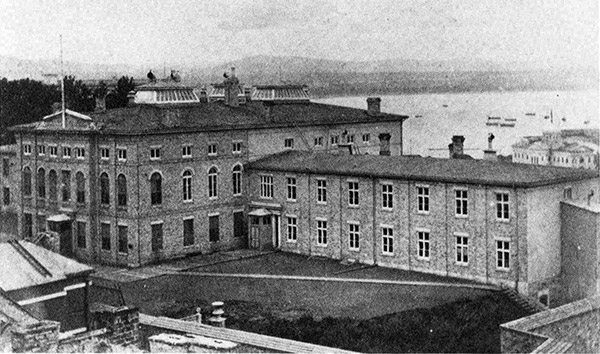
Le Parlement de Québec, où siégèrent les députés de 1851 à 1855

Selon eux, ce système réduirait l’Assemblée législative en simple instance de ratification des lois et des crédits préalablement choisis par l’exécutif, qui instrumentaliserait le patronage et la corruption pour maintenir sa majorité parlementaire. En 1849, la colère provoquée par le rappel des Navigation Acts précipita d’ailleurs un mouvement en faveur de l’annexion du Canada-Uni aux États-Unis, exposant les limites du nouveau consensus politique. L’échec politique des rouges et des annexionnistes confirma néanmoins la victoire définitive du gouvernement responsable.
Le nouveau système impliquait bel et bien un renforcement significatif de l’autorité gouvernementale, assuré par la toute-puissance de la majorité parlementaire sur la législation, le patronage et l’administration. Cela dit, le caractère participatif et représentatif du gouvernement responsable offrait une légitimité inédite à l’appareil d’État. Si les électeurs s’avéraient insatisfaits de l’équipe ministérielle en place, ils pourraient toujours la remplacer en votant pour un autre parti. On note tout de même certaines résistances populaires à la centralisation étatique des années 1840-1850. Par exemple, lors de la « guerre des éteignoirs » dans le district de Trois-Rivières, plusieurs habitants protestèrent contre l'établissement d'écoles financées et administrées par le gouvernement plutôt que par les parents et la communauté locale.

### Survie et adaptations constitutionnelles
Au Canada-Uni, le gouvernement responsable précéda et catalysa entre 1849 et 1861 le rapatriement de plusieurs départements d’État jusqu’alors sous autorité impériale : les douanes, les postes, les affaires indiennes, la milice, etc. Les affaires extérieures restèrent toutefois sous le contrôle des Britanniques jusqu’au statut de Westminster en 1931.

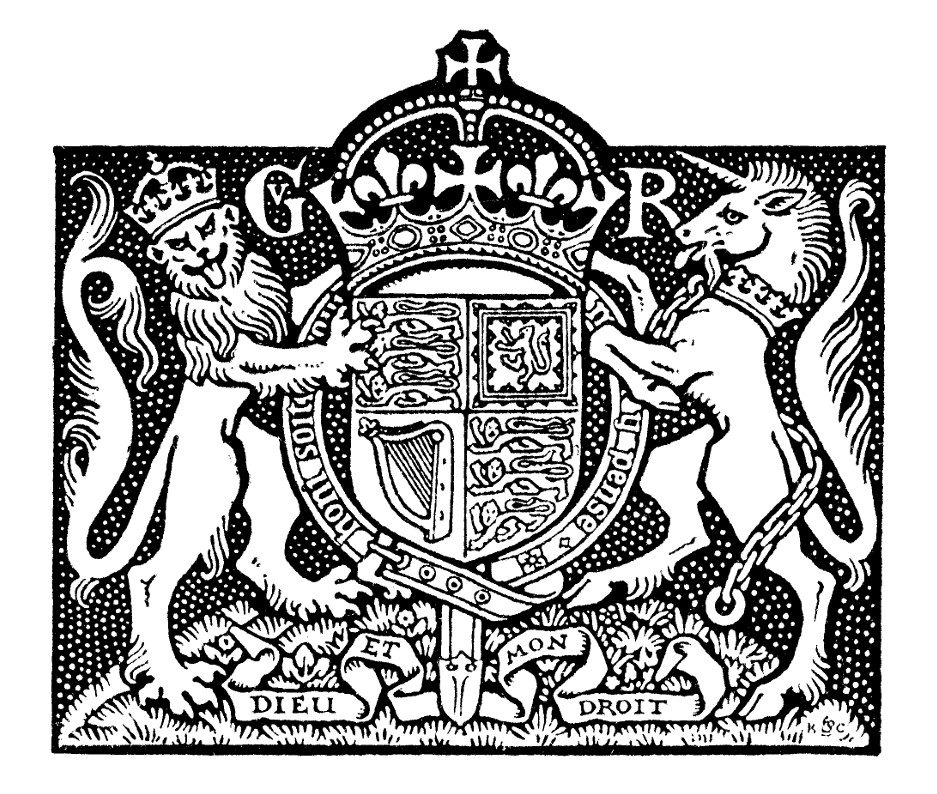
Armoiries de George V, utilisées lors du Statut de Westminster

Après la Confédération, le système de responsabilité ministérielle a été conservé et il perdure jusqu’à ce jour. Certaines controverses soulevèrent néanmoins quelques questions sur son application concrète, que ce soit le « coup d’État » du lieutenant-gouverneur Luc Letellier de Saint-Just en 1878, le renvoi d’Honoré Mercier en 1891, l’affaire King-Byng en 1926 ou la crise parlementaire fédérale de 2008. Certains usages autrefois consubstantiels au gouvernement responsable sont désormais disparus, dont l’obligation pour les nouveaux ministres de se présenter devant leurs électeurs immédiatement après leur nomination.

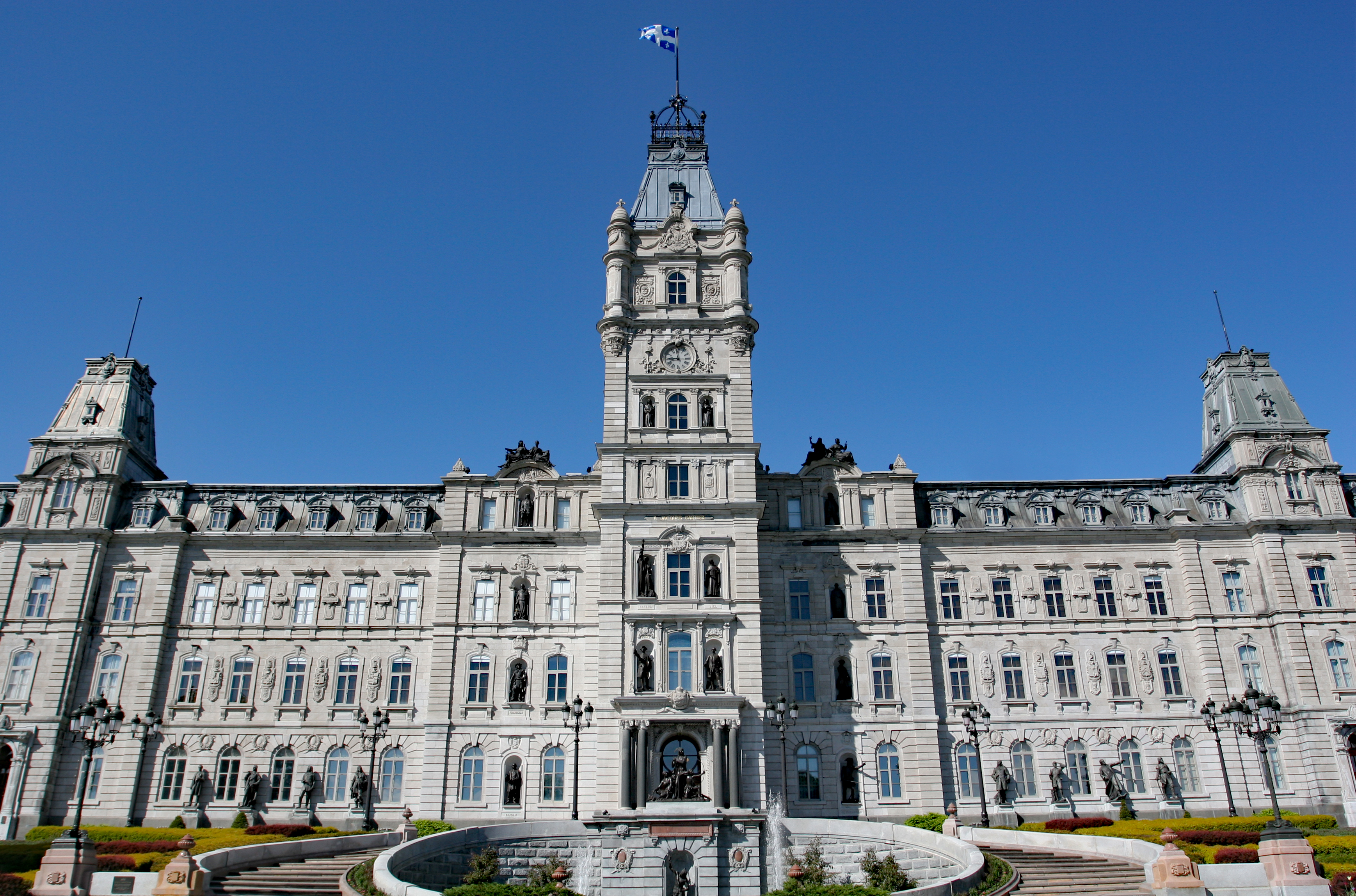
Parlement québécois actuel

Les controverses canadiennes font aussi écho à la crise constitutionnelle de 1975 survenue en Australie qui, comme la plupart des anciennes colonies de l’Empire britannique, applique pareillement les grandes lignes du principe de gouvernement responsable,. Les colonies atlantiques (Nouvelle-Écosse, Nouveau-Brunswick, Île-du-Prince-Édouard, Terre-Neuve) notamment ont obtenu le gouvernement responsable dans les années 1840-1850,, tout comme la Colonie du Cap en 1872 sous l'impulsion de John Charles Molteno.

## Annexe